# Divadlo Navenek
Divadlo Navenek je ochotnické divadlo působící v Kadani. Bylo založeno v roce 2004 a navázalo na místní poválečnou ochotnickou tradici, která byla přerušena v roce 1988 zánikem souboru Slovan. Domovskou scénou divadla je kulturní dům Orfeum.

## Historie
K prvnímu setkání zakladatelů divadla Navenek došlo ve sklepním salónku bývalé Hradní restaurace v prostorách kadaňského hradu v listopadu 2003. Oficiálně bylo občanské sdružení (později spolek) pod tímto názvem založeno na jaře 2004 a v dubnu uvedlo své první Pašije v Růžencové kapli. V listopadu 2004 měla premiéru první činohra, pohádka Kráska a zvíře podle scénáře Františka Hrubína. Dlouholetým principálem souboru je Jan Losenický, v současnosti starosta města, který v době založení divadla působil jako učitel na zdejším gymnáziu a poté jako ředitel Kulturních zařízení Kadaň. Se svými inscenacemi Divadlo Navenek pravidelně vystupuje na přehlídkách (Klášterecké divadelní žně, Lounské divadlení, PřeMostění), několik her postoupilo na národní přehlídky (Vernisáž - Holice 2012, Veroničin pokoj - Divadelní piknik Volyně 2016, Všechny báječný věci - Volyně 2021, Jiráskův Hronov 2021). Vystupuje na městských slavnostech, např. Císařský den (Sedmero rytířských ctností), Advent (Vánoční tradice) nebo Vinobraní. Pořádalo také Pašije v kadaňské Růžencové kapli nebo Oživlé hradby na kadaňských parkánech, zajišťovalo mimo jiné i Živé obrazy krásnodvorské.  

### Předchůdci souboru - DS Slovan, Šídlo a Kladivadlo
Soubor Slovan, založený v roce 1945, začal svou činnost inscenací hry Maryša bratří Mrštíků a v prvních letech své existence uváděl několik premiér ročně. Soubor představil přes 70 her až do svého zániku v roce 1988, kdy v Kadani na patnáct let ochotnické divadlo ustalo. V 60. letech se objevila nová generace včetně souboru Šídlo, který se zaměřoval na malé formy, a také Kladivadla (1963-1965) s Josefem Dvořákem.

## KaDiBřez
V roce 2008 divadlo Navenek obnovilo přehlídku amatérských divadel, tzv. Kadaňského divadelního května (KDK), který pořádal soubor Slovan od roku 1957. Po prvních květnových ročnících ale přehlídka vyšla vstříc přání diváků a byla přesunuta na březen a brzy se ujal zkrácený název Kadaňského divadelního března KaDiBřez. Na přehlídce se představí vždy čtyři až pět souborů s pátečními inscenacemi. Mezi pravidelné hosty patří např. DS Jirásek Česká Lípa nebo Rádobydivadlo Klapý. 

## Repertoár
| Rok  | Inscenace                                         | Autor/Námět                   | Režie                              |
| ---- | ------------------------------------------------- | ----------------------------- | ---------------------------------- |
| 2004 | Pašije (podle skutečné události)                  | evangelia                     | Jan Losenický                      |
| 2004 | Kráska a zvíře                                    | František Hrubín              | Jan Losenický                      |
| 2005 | Hasištejnské hradní hrátky                        | Divadlo Navenek               | Jiří Jerie                         |
| 2005 | Kámen nenávisti                                   | pověst o Hasištějně           | František Červený                  |
| 2005 | Galileo Galilei                                   | Bertold Brecht                | Jan Losenický                      |
| 2005 | Škola pomluv                                      | Richard Brinsley Sheridan     | Jan Losenický                      |
| 2006 | Mandragora                                        | Niccolò Machiavelli           | Josef Skotek                       |
| 2006 | Fraška o kádi                                     | Francie, 13. století          | Jan Losenický                      |
| 2007 | Olivia Twist                                      | Gerald P. Murphy              | Jan Losenický, František Červený   |
| 2007 | O princezně Čárypíše                              | Marie Záhořová-Němcová        | Lukáš Gavenda                      |
| 2007 | Rakovnická hra vánoční                            | Jan Ignác Libertin            | Jan Losenický                      |
| 2008 | Případ Grendwal                                   | Pavel Dostál                  | Milan Pučelík                      |
| 2008 | Treperendy                                        | Carlo Goldoni                 | Jan Losenický                      |
| 2008 | O bílé kočičí princezně                           | Alois Mikulka                 | Josef Skotek                       |
| 2009 | Blázinec v prvním poschodí                        | František Ferdinand Šamberk   | Pavlína Košťáková                  |
| 2009 | Duel                                              | Georges Neveux                | Pavlína Košťáková                  |
| 2009 | Večírek                                           | Michal Suchánek               | Ladislav Schon                     |
| 2010 | Sex noci svatojánské                              | Woody Allen                   | Milan Pučelík                      |
| 2010 | O líných strašidlech                              | Vladimír Čort                 | Josef Skotek                       |
| 2010 | Romance o Karlu IV.                               | Jan Neruda                    | Jan Losenický                      |
| 2010 | Proč zvoní na Petrově poledne už v jedenáct hodin | Oldřich Sirovátka             | Jaroslava Jana Stupková            |
| 2011 | O zlé princezně a třech mandarínech               |                               | Jan Losenický                      |
| 2011 | Vernisáž                                          | Václav Havel                  | Jan Losenický                      |
| 2011 | Petruška ženichem                                 | Oskar Batěk                   | Josef Skotek                       |
| 2011 | Bráškové                                          | Ivan Vyskočil                 | Jan Losenický                      |
| 2012 | Dífčí válka                                       | František Ringo Čech          | Ladislav Schon                     |
| 2012 | Diogenes v sudu                                   | Jaroslav Vrchlický            | Jan Losenický                      |
| 2013 | Montekovic Julie                                  | Ephraim Kishon                | Milan Pučelík                      |
| 2014 | Osm žen                                           | Robert Thomas                 | Tereza Gvoždiáková                 |
| 2014 | Ženská vojna                                      | Josef Kajetán Tyl             | Tereza Gvoždiáková, Jan Losenický  |
| 2014 | Pařížský kat                                      | Oldřich Daněk                 | Jan Losenický                      |
| 2015 | Bez obřadu                                        | Jean Girault, Jacques Vilfrid | Tereza Gvoždiáková, Tomáš Mandinec |
| 2016 | Veroničin pokoj                                   | Ira Levin                     | Tereza Gvoždiáková                 |
| 2016 | Absolutní zákaz                                   | Peter Karvaš                  | Jan Losenický                      |
| 2018 | Dokonalá svatba                                   | Robin Hawdon                  | Ladislav Kytka                     |
| 2018 | 10 způsobů, jak přežít zombie apokalypsu          | Don Zolidis                   | Tereza Gvoždiáková                 |
| 2019 | Lidožraní aneb V nouzi Franta dobrej              | Johann Nepomuk Nestroy        | Jan Losenický                      |
| 2019 | My jsme monstra                                   | Denver Casado, Betina Hershey | Tereza Gvoždiáková                 |
| 2020 | Všechny báječný věci                              | Duncan Macmillan              | Tereza Gvoždiáková                 |
| 2023 | Zatím                                             | Simon Stephens                | Tereza Gvoždiáková                 |